# 에브라힘 미르자푸르
에브라힘 미르자푸르(ابراهیم میرزاپور)는 이란의 축구 골키퍼이다. 2006 독일 월드컵에 참가한 바 있다.